# Керлон
Керлон Моура Соуза (порт. Kerlon Moura Souza, нар. 27 січня 1988) — бразильський футболіст, який грав на позиції атакуючого півзахисника. Після завершення ігрової кар'єри працював тренером у США.

## Клубна кар'єра

### Ранні роки в Бразилії
Вихованець «Крузейро». Він приєднався до юніорської команди клубу в середині 2001 року, дебютувавши за основну команду в травні 2005 року в матчі проти «Бараунаса» у Кубку Бразилії на Мінейрані. Керлон забив свій перший гол на дорослому рівні 25 лютого 2007 року у грі проти «Ітуютаби» (4:1).
Перебуваючи в «Крузейро», Керлон став добре відомий своєю фірмовою технікою, яка отримала назву «drible da foquinha», обігруючи суперників за допомогою жонглювання м'ячем головою. Гравці суперника часто фолили проти цього фінта, як-от у вересні 2007 року, коли Дієго Роша Коельйо вдарив Керлона ліктем і був дискваліфікований на п'ять матчів.

### Європейський футбол
2008 року Керлон перейшов у італійське «К'єво». Подібно до угоди, за якою «Інтернаціонале» купило Жуліо Сезара та Віктора Обінну, міланський клуб позичив квоту реєстрації гравця не з ЄС у «К'єво» замість того, щоб використовувати власну квоту. В результаті «К'єво» підписало Керлона, але з обов'язковим подальшим переходом гравця в «Інтер». Крузейро також оголосив, що клуб і сторонній власник EMS Sigma Pharma продали 80 % прав агенту Міно Райолі за 1,3 мільйона євро. EMS і «Крузейро» зберегли решту 20 % прав.
Бразилець дебютував за «К'єво» 29 жовтня в грі проти «Лаціо», вийшовши на заміну, але через травму коліна, отриману в березні 2007 року, зіграв лише 4 гри чемпіонату. У липні 2009 року Керлон офіційно підписав угоду з «Інтером» до червня 2012 року.
Керлон продовжував страждати від травм коліна, тому на офіційному рівні так і не дебютував за «Інтер».
Натомість 31 серпня 2009 року Керлон був відданий в оренду нідерландському «Аяксу» з можливістю викупу. Як сказав головний тренер «Аяксу» Мартін Йол: «Я задоволений придбанням такого гравця як Керлон. Він показав, що він може бути фантастичним гравцем, але в той же час, ми знаємо, що він зазнавав частих травм». Йол також зазначив, що Керлон займатиметься у молодіжному складі «Аякса», замість першого, як було оголошено в день його презентації. Дебютував Керлон у клубі 30 вересня у товариській грі молодіжних команд «Аякса» та «Волендама». У тому матчі також дебютував і інший новачок амстердамців бразилець Зе Едуардо. Гра завершилася перемогою підопічних Петера Хейстри з рахунком 2:0. У листопаді Керлон отримав серйозну травму лівого коліна та вибув з ладу на півроку; 14 листопада в Італії футболісту було зроблено операцію.
Керлон повернувся в «Інтер» на початку сезону 2010/11 років, але під час передсезонної підготовки знову отримав травму і довго не грав.

### Повернення до Бразилії
26 січня 2011 року Керлон був відданий в оренду в бразильську «Парану», після чого 21 липня 2011 року він перейшов в оренду на рік у «Насьйонал Еспорте».

### Японія
У серпні 2012 року він приєднався до команди Японської футбольної ліги «Фудзієда МІФК» у статусі вільного агента. 16 вересня 2012 року Керлон дебютував у лізі в матчі проти «Цвайгена Канадзави», вийшовши на заміну на 59-й хвилині. Він забив свій перший гол за клуб у своєму наступному матчі, відзначившись на 77-й хвилині у грі проти «Соні Сендай» (3:0). У своєму першому сезоні в Японії він забив три м'ячі і віддав сім результативних передач у восьми іграх. У своєму другому сезоні в клубі Керлон зіграв 14 матчів і забив 6 голів, перш ніж проблеми з коліном знову змусили залишитись на певний час поза грою. Він був змушений повернутися до Бразилії для операції на коліні, що не дозволило йому вийти на поле до лютого 2014 року. 20 січня 2014 року Керлон покинув клуб.

### Сполучені Штати
У вересні 2014 року він тренувався і зіграв кілька ігор за «Атланту Сілвербенкс», але швидко виключив можливість трансферу, сказавши: «У мене завжди була мрія та намір грати в Сполучених Штатах, чи то в MLS чи NASL, мені дуже подобається країна, я дуже хочу бути тут, тому що я ближче до Бразилії, і ця можливість випала мені. Я дуже щасливий бути тут».
17 березня 2015 року Керлон підписав контракт з «Маямі Дейд» з American Premier Soccer League, де провів кілька місяців.

### Мальта
У вересні 2015 року Керлон прибув на Мальту на перегляд у клуб «Біркіркара», але замість цього підписав контракт зі «Слімою Вондерерс» у статусі вільного агента. 19 вересня він забив свій перший гол за клуб, принісши перемогу над «Мостою» з рахунком 2:1.

### Словаччина
Після повернення в Бразилію, де він провів три матчі за «Вілла Нову» у Лізі Мінейро, Керлон підписав контракт на півтора року зі словацьким клубом «Спартак» (Трнава). Проте він провів лише чотири матчі, перш ніж його контракт було розірвано в кінці сезону.
20 жовтня 2017 року, провівши три місяці без клубу, Керлон публічно оголосив про завершення кар'єри через постійні травми у віці 29 років.

## Міжнародна кар'єра
Керлон виступав за юнацьку збірну Бразилії, у складі якої став найкращим бомбардиром і визнаний найкращим гравцем юнацького чемпіонату Південної Америки у 2005 році, забив вісім голів у семи матчах і допоміг своїй команді здобути золоті медалі. Згодом виступав за молодіжну збірну Бразилії.

## Досягнення
- Переможець Ліги Мінейро: 2006
- Чемпіон Південної Америки (U-17): 2005

Індивідуальні
- Найкращий бомбардир юнацького чемпіонату Південної Америки U-17: 2005
- Найкращий гравець юнацького чемпіонату Південної Америки U-17 з футболу: 2005